# Giuseppe Motta

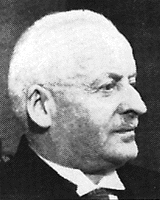
Giuseppe Motta

Giuseppe Motta (Airolo, 29 december 1871 - Bern, 23 januari 1940) was een Zwitsers politicus uit het kanton Ticino. Van 1911 tot zijn overlijden in 1940 zetelde hij in de Zwitserse Bondsraad, waarvan hij het langstzittend lid is in de geschiedenis.

## Biografie
Motta was de zoon van Sigismundo Motta. Hij studeerde rechten aan de universiteiten van Fribourg, Monaco en Heidelberg en in 1893 verwierf hij zijn doctoraat. Nadien was hij lid van de Grote Raad van Ticino. 
Van 14 december 1911 tot 23 januari 1940 was hij lid van de Bondsraad. Hij beheerde het departement Financiën en Douane van 1912 tot 1919 en het departement Politieke Zaken (Buitenlandse Zaken) van 1920 tot 1940.
In zijn hoedanigheid als minister van Politieke Zaken zette hij zich samen collega-Bondsraadslid Felix-Louis Calonder in voor de toetreding van Zwitserland tot de Volkenbond. Bij de stemming in de Kantonsraad stemden 11 leden vóór toetreding en 10 tegen. Dit was een overwinning van Motta en Calonder en Zwitserland werd lid van de Volkenbond. In 1924 was Motta voorzitter van de Volkenbond.
Motta was vijfmaal bondspresident van Zwitserland, namelijk in 1915, 1920, 1927, 1932 en in 1937. Telkens was hij daarbij in het voorafgaande jaar de vicepresident.
Zijn naam is verbonden aan het project van de Zwitserse regering om kinderen van het nomadenvolk Yeniche van hun ouders af te pakken en in pleeggezinnen en tehuizen te plaatsen om hun een "burgerlijke opvoeding" te geven. 
Motta was lid van de Conservatieve Partij, de voorloper van de Christendemocratische Volkspartij (CVP/PDC).